# Stamnodes dryadata
Stamnodes dryadata là một loài bướm đêm trong họ Geometridae.